# فارداشن (يريفان)
فارداشن (الأرمينية: Վարդաշեն) هي مدينة في مقاطعة يريفان في أرمينيا.